# Caldas Brandão
Caldas Brandão là một đô thị thuộc bang Paraíba, Brasil. Đô thị này có diện tích 55,853 km², dân số năm 2007 là 5338 người, mật độ 95,6 người/km².